# Бреннер (перевал)
Бреннер (нім. Brennerpass) — один з найважливіших альпійських перевалів на кордоні між Австрією та Італією, розташований на висоті 1374 м над рівнем моря Відокремлює Ціллертальські Альпи від Штубайських Альп у Центральних Альпах. Висота 1370 м. Разом із перевалами Готтард, Симплон та Мон-Сеніс є одним із чотирьох найважливіших маршрутів альпійського транзиту, який найчастіше використовується для дорожнього руху. Це також найнавантаженіший шлях між Австрією та Італією. На відміну від швейцарських перевалів, тут головним є дорожній рух.
З моменту набуття чинності Сен-Жерменського договору в 1920 році перевал є кордоном між Італією та Австрією.

## Транспорт
- Платна автострада з чотирма смугами — Бреннеравтобан[de], побудована 1959—1975 роках, складова Європейського маршруту Е45 (в Австрії відома як «Бреннер Автобан» A13, в Італії як "Автострада дель Бреннеро" A 22),
- «Бреннерштрасе» B 182[de] на австрійській стороні або SS 12[de] на італійській стороні,
- Бреннерська залізниця із станцією Бреннер[de] на перевалі,
- веломаршрут Айзакталь-Радроуте[de] на італійській стороні, сполучений з італійською мережею велосипедних доріжок.

Маршрут Бреннера сполучає Мюнхен (519 м) через Інсбрук (574 м) та Бозен (262 м) з Паданською рівниною. Північний і південний підходи до перевалу проходять через головні долини Альп: на півночі через долину Інн, на півдні через долину Ечталь.
- Крім того, між Інсбруком та Франценсфестом на початок 2020-х у стадії будівництва Бреннерський базисний тунель завдовжки приблизно 55 км, що має на меті перенести транзитний вантажний рух з автомобільного на залізничний транспорт.